# Chocontá
Chocontá là một khu tự quản thuộc tỉnh Cundinamarca, Colombia. Thủ phủ của khu tự quản Chocontá đóng tại Chocontá Khu tự quản Chocontá có diện tích ki lô mét vuông. Đến thời điểm ngày 28 tháng 5 năm 2005, khu tự quản Chocontá có dân số 14074 người.